# Paradiestrammena mistshenkoi
Paradiestrammena mistshenkoi är en insektsart som först beskrevs av Andrej Vasiljevitj Gorochov 1998.  Paradiestrammena mistshenkoi ingår i släktet Paradiestrammena och familjen grottvårtbitare. Inga underarter finns listade i Catalogue of Life.